# マルファ (ネパール)
マルファ (Marpha) はネパールの中央部の北西にある村。西部開発区域に所属するダウラギリ県のムスタン郡に位置する。

## 概要

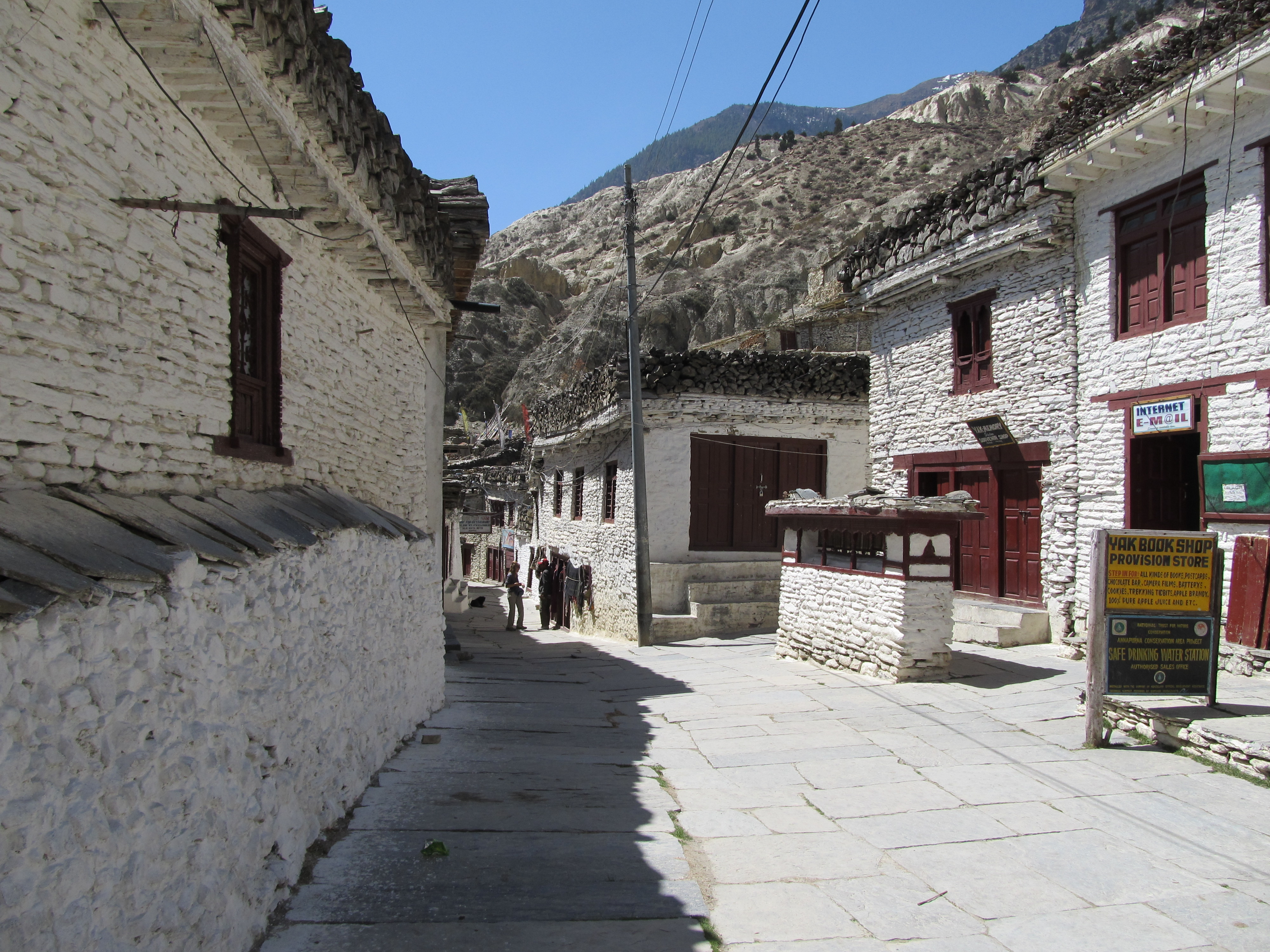
マルファの街並み

村の西側にダウラギリ山群、東側にアンナプルナ山がある。標高2700 mのカリカンダキ川の渓谷沿いにあり、堆積地には果樹園が広がる。登山において重要な経由地点になっており、古くはネパールとチベットとの交易での経由地点としても栄えた。1991年の人口調査では434軒の家に1630人の人々が暮らしている。2008年まではムスタン王国に所属していた。Marphaの地名は、｢Mar｣が過酷な労働、｢pha｣が人々を意味することに由来する。風が強い地区なので、家屋はもっぱら石積みである。街の中の道は狭いが、石畳道の両側に石造りの白壁の家々が並び、この地区の町としては良く整備されていて人気が高い。

## 産業
主な産業は農業であり、果樹園でフルーツ類が栽培されている。特にリンゴの栽培が盛んである。またリンゴやあんず、梨を原料としたマルファブランデーという酒を醸造しており、ネパール内では特産品となっている。
フルーツの他にソバの栽培も盛んであるが、深紅のソバであり特に茎は非常に鮮やかな紅色をしている。マルファが原産であるが日本にも持ち込まれ試験で荷栽培された。ネパールでは麺にすることはなく、団子などに加工して食べる。中国チベットや内蒙古産のソバも赤いが、マルファ原産のソバは特に紅色が強いとされる。
前述のように登山やトレッキングとしても経由地として重要で宿舎や民芸品店などの観光業も重要な収入源となっている。
郊外では、山羊やヤクの放牧も営まれている。

## 交通
- カトマンズからポカラ空港経由でジョムソン空港。その後陸路で街道 (Beni jomsom Sadak) 沿いに6 km。ジェムソン空港は着陸の難しい空港で、天候により飛行機は運航しないことも多くヘリコプターも利用される。陸路もあるが、ポカラからジョムソンへの陸路は雨季は土砂崩れに寸断されることが多い。ジョムソンからマルファへの道も基本的に悪路であり徒歩だと約2時間。

## 特記事項
- 宮崎県諸塚村と国際交流があり、1999年と2001年に親善大使が来日している。諸塚村在住の登山家がマルファ村に在住中に当時のマルファ村村長からの要請を受けて実現したもの。
- 1900年に僧侶河口慧海がチベット仏教修行のために支那人と偽って3か月間滞在している。
- マルファ郊外にはチベット動乱のときチベット人ゲリラが滞在した。1970年代に放棄された兵舎が残っている[4]。